# Замищанский сельский совет
Замища́нский либо Зами́ський (до ВОВ Замо́ський) се́льский сове́т — до 2020 года входил в состав Валковского района Харьковской области Украины.
Административный центр сельского совета находился в селе Замиськое.

## История
- 1922 год — дата образования данного сельского Совета (крестьянских) депутатов трудящихся на территории … волости в составе Валковского уезда Харьковской губернии УССР.
- С 1923 года — в составе Богодуховского(?) района Богодуховского округа, с февраля 1932 года — Харьковской области УССР.

## Населённые пункты совета
- село Зами́ськое (до ВОВ Замо́ське)
- село Бугаевка
- село Буряко́вое
- село Корние́нково
- село Косенко́во
- село Ма́лая Кадыгро́бовка
- село Перепели́цевка
- село Рудо́й Байра́к
- село Тупи́цевка
- село Щерби́новка